# Мандраки
Мандраки (грч. Μανδράκι) је насељено место у општини Синтика у периферији Средишња Македонија, Грчка. Према попису из 2021. године било је 215 становника.
Према бугарском географу и историчару, Василу Канчову, у Мандракију је 1900. године живело 90 Турака. Године 1924. турско становништво је принудно исељено у Турску а на њихово место је насељено 67 грчких избегличких породица, којих је на попису из 1928. године било 339. Број становника је 1951. године порастао на 737 због досељавања мештана напуштеног села Мешели. Село се раније звало Мандраџик.